# Karsten Schmeling
Karsten Schmeling (Hennigsdorf, RDA, 13 de enero de 1962) es un deportista de la RDA que compitió en remo.
Participó en los Juegos Olímpicos de Seúl 1988, obteniendo una medalla de oro en la prueba de cuatro con timonel. Ganó siete medallas en el Campeonato Mundial de Remo entre los años 1981 y 1987.

## Palmarés internacional
| Juegos Olímpicos   | Juegos Olímpicos         | Juegos Olímpicos  | Juegos Olímpicos   |
| Año                | Lugar                    | Medalla           | Prueba             |
| ------------------ | ------------------------ | ----------------- | ------------------ |
| 1988               | Seúl (Corea del Sur)     | Medalla de oro    | Cuatro con timonel |
| Campeonato Mundial |                          |                   |                    |
| Año                | Lugar                    | Medalla           | Prueba             |
| 1981               | Múnich (RFA)             | Medalla de plata  | Dos con timonel    |
| 1982               | Lucerna (Suiza)          | Medalla de plata  | Dos con timonel    |
| 1983               | Duisburgo (RFA)          | Medalla de plata  | Ocho con timonel   |
| 1985               | Malinas (Bélgica)        | Medalla de bronce | Cuatro con timonel |
| 1986               | Nottingham (Reino Unido) | Medalla de oro    | Cuatro con timonel |
| 1987               | Copenhague (Dinamarca)   | Medalla de oro    | Cuatro con timonel |
| 1987               | Copenhague (Dinamarca)   | Medalla de plata  | Ocho con timonel   |